# The Unforgiving
The Unforgiving — п'ятий студійний альбом нідерландського симфо-метал-гурту Within Temptation. Виданий під музичним лейблом Roadrunner Records 25 березня 2011 року на території Великої Британії, Німеччини, Швеції, Швейцарії та Австралії. На території Росії альбом з'явився в продажі 28 березня 2011 року. У зв'язку із землетрусами і цунамі, пізніше альбом вийшов і в Японії: 6 квітня 2011 року. Альбом створено на основі ідеї серії книг-коміксів Стівена О’Коннела (відомий по таких проектах як BloodRayne та Dark 48). Ілюстрації та дизайн альбому підготував Романо Моленар (Люди Ікс).

## Список композицій
| Стандартне видання | Стандартне видання           | Стандартне видання                              | Стандартне видання                      | Стандартне видання |
| #                  | Назва                        | Автор слів                                      | Автор музики                            | Тривалість         |
| ------------------ | ---------------------------- | ----------------------------------------------- | --------------------------------------- | ------------------ |
| 1.                 | «Why Not Me»                 | Шарон ден Адель Robert Westerholt               | ден Адель Westerholt                    | 0:34               |
| 2.                 | «Shot in the Dark»           | ден Адель Westerholt Daniel Gibson              | ден Адель Westerholt Gibson             | 5:02               |
| 3.                 | «In the Middle of the Night» | ден Адель Westerholt Gibson                     | ден Адель Westerholt Gibson             | 5:11               |
| 4.                 | «Faster»                     | ден Адель Westerholt Gibson                     | ден Адель Westerholt Gibson             | 4:23               |
| 5.                 | «Fire and Ice»               | ден Адель Westerholt                            | ден Адель Spierenburg                   | 3:57               |
| 6.                 | «Iron»                       | ден Адель Westerholt                            | Westerholt Gibson                       | 5:40               |
| 7.                 | «Where Is the Edge»          | ден Адель Westerholt Gibson                     | ден Адель Westerholt Gibson             | 3:59               |
| 8.                 | «Sinéad»                     | ден Адель Westerholt Gibson Martijn Spierenburg | ден Адель Westerholt Gibson Spierenburg | 4:23               |
| 9.                 | «Lost»                       | ден Адель Westerholt Gibson                     | ден Адель Westerholt Gibson             | 5:14               |
| 10.                | «Murder»                     | ден Адель Westerholt Gibson                     | ден Адель Westerholt Gibson             | 4:16               |
| 11.                | «A Demon's Fate»             | ден Адель Westerholt                            | ден Адель Gibson                        | 5:30               |
| 12.                | «Stairway to the Skies»      | ден Адель Westerholt                            | ден Адель Spierenburg                   | 5:32               |
| 53:41              |                              |                                                 |                                         |                    |

| Спеціальне видання від iTunes Store (бонусні треки) | Спеціальне видання від iTunes Store (бонусні треки) | Спеціальне видання від iTunes Store (бонусні треки) | Спеціальне видання від iTunes Store (бонусні треки) | Спеціальне видання від iTunes Store (бонусні треки) |
| #                                                   | Назва                                               | Автор слів                                          | Автор музики                                        | Тривалість                                          |
| --------------------------------------------------- | --------------------------------------------------- | --------------------------------------------------- | --------------------------------------------------- | --------------------------------------------------- |
| 13.                                                 | «I Don't Wanna»                                     | ден Адель Westerholt Gibson                         | Westerholt Gibson                                   | 5:03                                                |
| 14.                                                 | «The Last Dance»                                    | ден Адель Westerholt Spierenburg                    | ден Адель Westerholt Spierenburg                    | 4:26                                                |
| 15.                                                 | «Empty Eyes»                                        | Westerholt Gibson                                   | Westerholt Gibson                                   | 3:42                                                |
| 66:52                                               |                                                     |                                                     |                                                     |                                                     |

| Японське видання (бонусні треки) | Японське видання (бонусні треки) | Японське видання (бонусні треки) | Японське видання (бонусні треки) | Японське видання (бонусні треки) |
| #                                | Назва                            | Автор слів                       | Автор музики                     | Тривалість                       |
| -------------------------------- | -------------------------------- | -------------------------------- | -------------------------------- | -------------------------------- |
| 13.                              | «I Don't Wanna»                  | ден Адель Westerholt Gibson      | Westerholt Gibson                | 5:03                             |
| 14.                              | «Empty Eyes»                     | Westerholt Gibson                | Westerholt Gibson                | 3:42                             |
| 62:26                            |                                  |                                  |                                  |                                  |

| Німецьке видання / Видання від Saturn (бонусний трек) | Німецьке видання / Видання від Saturn (бонусний трек) | Німецьке видання / Видання від Saturn (бонусний трек) | Німецьке видання / Видання від Saturn (бонусний трек) | Німецьке видання / Видання від Saturn (бонусний трек) |
| #                                                     | Назва                                                 | Автор слів                                            | Автор музики                                          | Тривалість                                            |
| ----------------------------------------------------- | ----------------------------------------------------- | ----------------------------------------------------- | ----------------------------------------------------- | ----------------------------------------------------- |
| 13.                                                   | «The Last Dance»                                      | ден Адель Westerholt Spierenburg                      | ден Адель Westerholt Spierenburg                      | 4:26                                                  |
| 58:08                                                 |                                                       |                                                       |                                                       |                                                       |

| Польське видання (бонусний трек) | Польське видання (бонусний трек) | Польське видання (бонусний трек) | Польське видання (бонусний трек) | Польське видання (бонусний трек) |
| #                                | Назва                            | Автор слів                       | Автор музики                     | Тривалість                       |
| -------------------------------- | -------------------------------- | -------------------------------- | -------------------------------- | -------------------------------- |
| 13.                              | «Utopia» (із Chris Jones)        | den Adel Gibson                  | ден Адель Gibson                 | 3:56                             |
| 57:35                            |                                  |                                  |                                  |                                  |

| Спеціальне видання із DVD | Спеціальне видання із DVD            | Спеціальне видання із DVD |
| #                         | Назва                                | Тривалість                |
| ------------------------- | ------------------------------------ | ------------------------- |
| 1.                        | «Mother Maiden» (короткий фільм)     | 3:22                      |
| 2.                        | «Faster» (музичне відео)             | 4:23                      |
| 3.                        | «Sinéad» (короткий фільм)            | 4:32                      |
| 4.                        | «Sinéad» (музичне відео)             | 4:24                      |
| 5.                        | «Triplets» (короткий фільм)          | 5:19                      |
| 6.                        | «Shot in the Dark» (музичне відео)   | 5:05                      |
| 7.                        | «створення "The Unforgiving"»        | 20:56                     |
| 8.                        | «Where Is the Edge» (промо-відео)    | 4:56                      |
| 9.                        | «Utopia» (музичне відео)             | 3:50                      |
| 10.                       | «The Unforgiving: The Prequel Comic» | 1:25                      |
| 11.                       | «Credits»                            | 0:53                      |
| 12.                       | «Facebook Names»                     | 12:06                     |
| 69:11                     |                                      |                           |

## Учасники запису
Within Temptation
- Шарон ден Адель — вокал
- Роберт Вестерхолт — гітари
- Рюд Адріанюс Йолі — гітари
- Мартейн Спиренбюрг — клавішні
- Йерун ван Вен — бас-гітара

## Чарти
| Чарт (2011-2012)                  | Місце |
| --------------------------------- | ----- |
| Australian Albums Chart           | 27    |
| Austrian Albums Chart             | 7     |
| Belgian Albums Chart (Фландрія)   | 3     |
| Belgian Albums Chart (Валлонія)   | 14    |
| Canadian Albums Chart             | 40    |
| Czech Albums Chart                | 4     |
| Danish Albums Chart               | 32    |
| Dutch Albums Chart                | 2     |
| Finnish Albums Chart              | 3     |
| French Albums Chart               | 19    |
| German Albums Chart               | 7     |
| Greek Albums (IFPI)               | 12    |
| Hungarian Albums (MAHASZ)         | 39    |
| Italian Albums Chart              | 57    |
| Japanese Albums Chart             | 36    |
| Mexican Albums (Top 100 Mexico)   | 66    |
| Norwegian Albums Chart            | 25    |
| Polish Albums Chart               | 6     |
| Portuguese Albums Chart           | 3     |
| Scottish Albums Chart             | 26    |
| Spanish Albums Chart              | 16    |
| Swedish Albums Chart              | 7     |
| Swiss Albums Chart                | 9     |
| UK Albums Chart                   | 23    |
| Billboard 200                     | 50    |
| US Billboard Top Rock Albums      | 14    |
| US Billboard Top Hard Rock Albums | 6     |

## Продажі
| Країна        | Сертифікація (таблиця продажів та сертифікатів) | Продажі |
| ------------- | ----------------------------------------------- | ------- |
| Польща (ZPAV) | Золото                                          | +10,000 |